# 추정현
추정현 (鄒正賢, 1988년 1월 28일~ )은 대한민국의 축구 선수이다. 주 포지션은 미드필더이다. 추정현은 2008년 11월 20일에 열린 2009 K-리그 신인 드래프트에서 번외 지명으로 강원 FC에 입단하였다.

## 선수 경력
추정현은 이리고 재학 시절에 대한축구협회에서 실시하는‘유소년 육성 프로젝트’의 일환으로 프랑스의 FC 메스로의 축구유학 2기생에 선발되어 유럽의 축구를 배우고 돌아왔다. 그의 프로 첫 경기는 2009년 4월 8일에 펼쳐진 대구 FC와의 리그컵 경기였는데 교체 출장으로 프로 첫 경기를 치렀다.

## 클럽 통계
2009년 5월 13일 기준
| 클럽     | 클럽     | 클럽     | 리그 | 리그 | 컵            | 컵            | 리그컵 | 리그컵 | 총계 | 총계 |
| 시즌     | 클럽     | 리그     | 출장 | 득점 | 출장          | 득점          | 출장   | 득점   | 출장 | 득점 |
| 대한민국 | 대한민국 | 대한민국 | 리그 | 리그 | 대한민국 FA컵 | 대한민국 FA컵 | 리그컵 | 리그컵 | 합계 | 합계 |
| -------- | -------- | -------- | ---- | ---- | ------------- | ------------- | ------ | ------ | ---- | ---- |
| 2009     | 강원 FC  | K-리그   | 0    | 0    | 1             | 0             | 2      | 0      | 3    | 0    |
| 총 계    | 총 계    | 총 계    | 0    | 0    | 1             | 0             | 2      | 0      | 3    | 0    |

## 수상

### 팀
- 명지대학교
  - 전국춘계1,2학년대학축구대회 준우승 1회 (2007)